# Česko na Mistrovství světa v atletice 2017
Mistrovství světa v atletice 2017 v Londýně, které se konalo ve dnech 4. – 13. srpna 2017, se zúčastnilo 27 českých atletek a atletů (12 mužů a 15 žen).

## Výsledky českých sportovců

### Muži
| Soutěž      | Závodník                | Výkon                                        | Pořadí    |
| 400 m       | Pavel Maslák            | H 45,10 q SB SF 45,24                        | 17. místo |
| 1500 m      | Jakub Holuša            | H 3:42,31 Q SF 3:38,05 Q F 3:34,89           | 5. místo  |
| Skok o tyči | Michal Balner           | Q 545 cm                                     | 25. místo |
| Skok o tyči | Jan Kudlička            | Q 545 cm                                     | 19. místo |
| Skok daleký | Radek Juška             | Q 824 cm Q F 802 cm                          | 10. místo |
| Vrh koulí   | Tomáš Staněk            | Q 20,76 m Q F 21,41 m                        | 4. místo  |
| Vrh koulí   | Ladislav Prášil         | Q 20,04 m                                    | 18. místo |
| Hod oštěpem | Jakub Vadlejch          | Q 83,87 m Q F 89,73 m PB                     | místo     |
| Hod oštěpem | Vítězslav Veselý        | Q 75,50 m                                    | 26. místo |
| Hod oštěpem | Petr Frydrych           | Q 86,22 m Q SB Q 88,32 m PB                  | místo     |
| Hod oštěpem | Jaroslav Jílek          | Q 80,97 m                                    | 16. místo |
| Desetiboj   | Adam Sebastian Helcelet | 799+821+763+822+837+926+761+880+913+700=8222 | 8. místo  |

### Ženy
| Soutěž        | Závodník              | Výkon                                | Pořadí    |
| 1500 m        | Simona Vrzalová       | H DNF                                | DNF       |
| Maraton       | Eva Vrabcová Nývltová | 2:29:56 PB                           | 14. místo |
| 400 m př.     | Zuzana Hejnová        | H 55,05 Q SF 54,59 Q F 54,20 SB      | 4. místo  |
| 400 m př.     | Denisa Rosolová       | H 55,41 Q SB SF 56,40                | 17. místo |
| 3000 m př.    | Lucie Sekanová        | H 10:09,67                           | 24. místo |
| 20 km chůze   | Anežka Drahotová      | DNF                                  | DNF       |
| Skok do výšky | Michaela Hrubá        | Q 192 cm q F 192 cm                  | 11. místo |
| Skok o tyči   | Romana Maláčová       | Q 435 cm                             | 18. místo |
| Skok o tyči   | Jiřina Ptáčníková     | Q 435 cm                             | 18. místo |
| Skok o tyči   | Amálie Švábíková      | Q NM                                 | NM        |
| Hod kladivem  | Kateřina Šafránková   | Q 70,67 m q F 71,34 m                | 8. místo  |
| Hod oštěpem   | Barbora Špotáková     | Q 64,32 m Q F 66,76 m                | místo     |
| Hod oštěpem   | Nikola Ogrodníková    | Q 59,99 m                            | 19. místo |
| Sedmiboj      | Eliška Klučinová      | 974+1054+848+913+899+704+921=6313 SB | 10. místo |
| Sedmiboj      | Kateřina Cachová      | 1069+903+651+928+896+738+885=6070    | 15. místo |